# Navas del Madroño
Navas del Madroño là một đô thị trong tỉnh Cáceres, Extremadura, Tây Ban Nha. Theo điều tra dân số 2006 (INE), đô thị này có dân số là 1661 người.
39°77′B 6°38′T / 40,283°B 6,633°T Tọa độ: vĩ phút >= 60
{{#coordinates:}}: vĩ độ không hợp lệ